# 0號元素
0號元素（英語：Neutronium），有時又被稱為中子元素，是指僅含中子，不含質子的一種元素，或純粹只由中子組成的物質。1926年物理學家安德利亞·馮·安德羅波夫發明了這個詞，那時甚至還沒有中子的概念。安得羅波夫將0號元素放在了元素周期表最開始，以代表其質子數比氫還要少。
然而，該術語的含義隨著時間發生了改變，從20世紀後半葉起，這個詞被用來指一種密度極大的物質，最早被用於科幻小说中，代表一種密度極大的奇特元素，直到在中子被發現後，0號元素已主要指代中子星内部存在的一種高密度、無質子的元素，目前多以多中子核物質來表示許多中子聚集在一起所形成的核素，這種物質目前僅存在於中子星内部。直到現在，這個詞的使用尚有爭議。

## 表示法
在某些文獻中，0號元素被簡記為0Nu或0Nt，這一詞來自neutrium，但大部份的文獻還是以「中子」記載，記為小寫（1n）或雙寫（0nn）（大寫N會與氮元素混淆）。

## 在週期表中的位置
0號元素是1926年科學家安德利亞·馮·安德羅波夫提出的猜想，他認為可能存在不包含質子與電子只由中子組成，即原子序為0的化學元素，它就將該元素放置於元素週期表的最開頭，即氫的前面。它隨後也被一些科學家擺在元素週期表中的幾種螺旋陳述之元素分類中，像查爾斯·珍妮特（1928）、E. I. Emerson（1944）、John D. Clark （1950）、和in Philip Stewart's Chemical Galaxy（2005）。雖然這一詞在科學文獻中不代表元素或高密度的简并态物质，但曾有報導指出除了自由中子以外，可能存在兩個中子有強核力束縛的核素。若要將0號元素擺入周期表，應該要放在氦的上面而不是氫的上面或前面，但是目前除了少數討論某些核素或同位素的場合之外，不會將0號元素放入週期表中。

## 同位素
目前0號元素還沒有在科學文獻中使用，無論是一個簡明的物質形式，或作為一個元素。但有報導稱，除了自由中子，有可能存在兩個中子沒有質子或多個中子沒有質子的結合形式，於2012年正式觀測到2n，並測得半衰期為10-22秒。

## 性質
0號元素與原子序大於零的元素有很大的差別，因為它沒有電子層，或電子無法穩定的存在它周圍形成軌域，因此該原子是不完整的（所謂完整的原子要有原子核和電子殼層）。
目前將中子當作元素單質探討其性質的研究相當的少，因此無法確定其相態變化等物理性質，多半是以研究單一中子動能之中子溫度為多，目前只知道中子在高壓下能以簡併態存在，即中子星，亦有理論指出該相態的結構可能是一種最密堆積的結構，以獲得更高的堆積密度。
在化學性質中，曾有研究指出，中子和電子能以類似離子的形態呈現，即中子電子對（英語：neutron-electron pair ,n-e）。雖然中子不帶任何電荷，但它有微小的電荷分佈因此電子能在中子周圍以軌域效應束縛，但是不與自旋和角動量相關，減少了基本上與中子的磁矩和電子的電場之間的相互作用。不同的是貢獻給中子電子對的相互作用顯然是更小的，作用力的產生可能是由於中子內的電荷和電流的分配。雖然中子電子對相互作用非常弱，已經在幾個實驗中觀察到。但由於該型態的中子離子結合能非常弱，因此很容易分開，因此更不可能形成化合物。因此，0號元素在化學上可以視為完全惰性（依據稀有氣體週期表的趨勢，確實是如此），因為很難有電子能使它參與化學鍵的結合，它不能形成穩定的離子，因為沒有質子可以協助它拉住電子，因此，它無法形成晶格，不能以剛體的形式存在，因此它很可能只有液相和氣相兩種相態，然而在極端的壓力與巨大的重力影響下可以形成簡併態的超固體，即中子星的結構。

## 穩定度
中子的衰变反应如下：{\displaystyle {\rm {n\rightarrow {\rm {p+e+v_{e}}}}}}，平均壽命約15分鐘。

## 與中子星的關係
中子星大致分成三层，核心部分因压力更大，由超子组成；中间层则是自由中子，表面因中子进行β衰变成电子、质子、中微子。因具有原子核的某些包括密度在内的性质。因此，在流行科学的文献中，中子星有时被称为巨型原子核。然而在其他方面，中子星和真正的原子核是很不一样的。例如，原子核是靠强相互作用结合在一起，而中子星是靠引力相互作用结合在一起。根据当今主流理论，把它们看作天体会更正確一些。

## 用途

### 奇異物質
0號元素可以作為製作奇異物質的一種方式。
奇異物質的最小號版本「H雙重子」（有時也稱為ΛΛ雙重子態，S=-2,I=0,B=2,JF=0+,夸克態udsuds或uuddss），是由Robert L. Jaffe在1977年開啟的系列工作所提出的，其後的研究者又提出了D*、N-ω、ω-ω雙重子態及其他的更低能階多夸克穩定態。奇異物質的一個主要的實驗構思是使用0號元素（Neutrium），或者是稱為四中子（Tetraneutrons）的物質，或是更進一步使用多中子物質（Polyneutron）。H0粒子無法儲存，因而不可能對奇異物質進行實驗，但多中子物質卻還有機會及技術能力來達成，透過瞬間高密度高能雷射加壓產生局部的中子星內環境，達成下述反應：
4n (Neutrium) → 4u + 8d
4u(1) + 4d → 4u(2) + 4s
4u + 4d + 4s → 4Λ0
2Λ0 + 2Λ0 → 2H0
nH0 → S2n（Strangelet，奇異滴反應）
使得一個0號元素變成兩個H0粒子，然後再創造高密度加壓環境使H0粒子進入更穩定的多夸克態直到轉變成奇異物質。非理論主流封閉而不對外發表論文的量子虫洞學派曾經進行過類似的實驗，以低溫玻色愛因斯坦凝聚態進行高密度高能雷射加壓，試圖產生量子虫洞，透過非正式管道流出的非公開實驗結果說明這種方法可能因為需要突破夸克禁閉，而導致場勢的能階提昇而無法進入穩定態（該實驗因資金不足無法達成精度及指向性而最終宣告探測失敗）。

## 在小說中
術語“0號元素”自20世紀至少中期以來一直在科幻小說中廣受歡迎。它通常是指一種極高密度、極其強大的物質型態。儘管這一概念受到中子星內部中子簡併態物質概念的啟發，小說中的描述通常僅與其存在表面上的相似之處，“0號元素”通常被描述為一種在類地行星條件下非常強大的固體，或具備奇異物質的屬性，擁有操縱時間和空間的能力。相比之下，中子星內核可能存在的物質形式通常是流體，並且極不穩定，其穩定性甚至低於恆星內核中的物質。據分析，中子星的質量若低於約0.2個太陽質量，便可能發生爆炸。
0號元素出現在以下幾部小說：
- 在哈爾·克萊蒙特（Hal Clement）的1942年短篇小說《Proof》當中，「0號元素」是居住在太陽中心的Solarians所知道的唯一一種固態物質。